# Moses Anderson
Moses Bosco Anderson SSE (ur. 9 września 1928 w Selmie, Alabama, zm. 1 stycznia 2013 w Livonii, Michigan) – afroamerykański duchowny katolicki, biskup pomocniczy Detroit w latach 1982-2003.

## Życiorys
W roku 1949 ukończył Knox Acatemy High School w rodzinnym mieście. Do kapłaństwa przygotowywał się w St. Michael College w Winooski w stanie Vermont. Uzyskał tam dyplom z filozofii z wynikiem magna cum laude. Następnie skierowany został do seminarium Zgromadzenia św. Edmunda w Burlington. 30 maja 1958 otrzymał święcenia kapłańskie. Pracował duszpastersko w Karolinie Płn. i w rodzinnej Alabamie.
2 grudnia 1982 papież Jan Paweł II mianował go biskupem pomocniczym archidiecezji Detroit ze stolicą tytularną Vatarba. Sakry udzielił mu przyszły kardynał Edmund Szoka. Był pierwszym w historii archidiecezji czarnoskórym biskupem. Na emeryturę przeszedł 24 października 2003. Zamieszkał wówczas w Livonii, gdzie zmarł 1 stycznia 2013 roku. 